# Пелем (Алабама)
Пелем (англ. Pelham) — город в округе Шелби в американском штате Алабама. По данным переписи населения США 2020 года численность населения составляла 24 318 человек.

## Население
| 2010   | 2020    |
| ------ | ------- |
| 21 352 | ↗24 318 |